# ملقرنی
ملقرنی روستایی از توابع بخش مرکزی در شهرستان سقز است که در استان کردستان ایران قرار دارد.

## جمعیت
این روستا در دهستان تموغه واقع شده و براساس سرشماری سال ۱۳۸۵، جمعیت آن ۴۵۶ نفر (۹۶ خانوار) بوده‌است.